# Joseph Ndembu Mbatia
Joseph Ndembu Mbatia (* 10. Mai 1961 in Itabua) ist Bischof von Nyahururu.

## Leben
Joseph Ndembu Mbatia empfing am 18. Februar 1989 die Priesterweihe. Er wurde im März 2003 in den Klerus des Bistums Nyahururu inkardiniert. Papst Benedikt XVI. ernannte ihn am 24. Dezember 2011 zum Bischof von Nyahururu.
Der Erzbischof von Nairobi, John Kardinal Njue, spendete ihm am 24. März des nächsten Jahres die Bischofsweihe; Mitkonsekratoren waren Peter J. Kairo, Erzbischof von Nyeri, und Luigi Paiaro, Altbischof von Nyahururu.